# 400 mètres haies masculin aux championnats du monde d'athlétisme 2011
Navigation
Berlin 2009 Moscou 2013
L'épreuve du 400 mètres haies masculin des championnats du monde de 2011 s'est déroulée du 28 août au 1er septembre 2011 dans le stade de Daegu en Corée du Sud. elle est remportée par le Britannique David Greene.

## Critères de qualification
Pour se qualifier pour les Championnats (minima A), il fallait avoir réalisé moins de 49 s 40 entre le 1er octobre 2010 et  le 15 août 2011. Le minima B est de 49 s 80.

## Records et performances

### records
| Record du monde           | Kevin Young             | États-Unis      | 46 s 78 | Barcelone, Espagne   | 6 août 1992       |
| Record des championnats   | Kevin Young             | États-Unis      | 47 s 18 | Stuttgart, Allemagne | 19 août 1993      |
| Record d'Afrique          | Samuel Matete           | Zambie          | 47 s 10 | Zurich, Suisse       | 7 août 1991       |
| Record d'Asie             | Hadi Soua'an Al-Somaily | Arabie saoudite | 47 s 53 | Sydney, Australie    | 27 septembre 2000 |
| Record d'Amérique du Nord | Kevin Young             | États-Unis      | 46 s 78 | Barcelone, Espagne   | 6 août 1992       |
| Record d'Amérique du Sud  | Bayano Kamani           | Panama          | 47 s 84 | Helsinki, Finlande   | 7 août 2005       |
| Record d'Europe           | Stéphane Diagana        | France          | 47 s 37 | Lausanne, Suisse     | 5 juillet 1995    |
| Record d'Océanie          | Rohan Robinson          | Australie       | 48 s 28 | Atlanta, États-Unis  | 31 juillet 1996   |

### Meilleures performances de l'année 2011
Les dix athlètes les plus rapides de l'année sont, avant les championnats (au 14 août 2011), les suivants.
| 1  | L. J. van Zyl     | Afrique du Sud | 47 s 66 | 25 février 2011 |
| 2  | Jeshua Anderson   | États-Unis     | 47 s 93 | 26 juin 2011    |
| 3  | Bershawn Jackson  | États-Unis     | 47 s 93 | 26 juin 2011    |
| 4  | Angelo Taylor     | États-Unis     | 47 s 94 | 26 juin 2011    |
| 5  | Cornel Fredericks | Afrique du Sud | 48 s 14 | 10 avril 2011   |
| 6  | David Greene      | Royaume-Uni    | 48 s 20 | 10 juillet 2011 |
| 7  | Javier Culson     | Porto Rico     | 48 s 33 | 6 août 2011     |
| 8  | Michael Tinsley   | États-Unis     | 48 s 45 | 26 juin 2011    |
| 9  | Johnny Dutch      | États-Unis     | 48 s 47 | 26 juin 2011    |
| 10 | Justin Gaymon     | États-Unis     | 48 s 58 | 7 mai 2011      |

## Résultats

### Finale
| Rang               | Athlète              | Temps   |
| ------------------ | -------------------- | ------- |
| Médaille d'or      | David Greene         | 48 s 26 |
| Médaille d'argent  | Javier Culson        | 48 s 44 |
| Médaille de bronze | L. J. van Zyl        | 48 s 80 |
| 4                  | Felix Sánchez        | 48 s 87 |
| 5                  | Cornel Fredericks    | 49 s 12 |
| 6                  | Bershawn Jackson     | 49 s 24 |
| 7                  | Angelo Taylor        | 49 s 31 |
| 8                  | Aleksandr Derevyagin | 49 s 32 |

### Demi-finales
Les 2 premiers de chaque demi-finale (Q) et les deux meilleurs temps (q) sont qualifiés.
| Rang | Athlète            | Temps       |
| ---- | ------------------ | ----------- |
| 1    | Javier Culson      | 48 s 52 (Q) |
| 2    | Cornel Fredericks  | 48 s 83 (Q) |
| 3    | Angelo Taylor      | 48 s 86 (q) |
| 4    | Jeshua Anderson    | 49 s 33     |
| 5    | Jack Green         | 49 s 62     |
| 6    | Stanislav Melnykov | 49 s 74     |
| 7    | Takayuki Kishimoto | 50 s 05     |
| 8    | Josef Robertson    | 50 s 39     |

| Rang | Athlète         | Temps       |
| ---- | --------------- | ----------- |
| 1    | David Greene    | 48 s 62 (Q) |
| 2    | Félix Sánchez   | 49 s 01 (Q) |
| 3    | Jehue Gordon    | 49 s 08     |
| 4    | Isa Phillips    | 49 s 16     |
| 5    | Andrés Silva    | 49 s 63     |
| 6    | Emir Bekrić     | 49 s 94     |
| 7    | Mahau Suguimati | 50 s 89     |
| 8    | Kerron Clement  | 52 s 11     |

| Rang | Athlète                  | Temps            |
| ---- | ------------------------ | ---------------- |
| 1    | Bershawn Jackson         | 48 s 80 (Q)      |
| 2    | L. J. van Zyl            | 49 s 05 (Q)      |
| 3    | Aleksandr Derevyagin     | 49 s 07 (q) (SB) |
| 4    | Leford Green             | 49 s 29          |
| 5    | Georg Fleischhauer       | 49 s 36          |
| 6    | Nathan Woodward          | 49 s 57          |
| 7    | Vincent Kiplangat Kosgei | 49 s 71          |
| 8    | Omar Cisneros            | 50 s 10          |

### Séries
Les 4 premiers de chaque séries (Q) plus les 4 meilleurs temps (q) se qualifient pour les demi-finales.
| Rang | Athlète            | Temps        |
| ---- | ------------------ | ------------ |
| 1    | David Greene       | 48 s 52      |
| 2    | Cornel Fredericks  | 48 s 52      |
| 3    | Georg Fleischhauer | 48 s 72 (PB) |
| 4    | Emir Bekric        | 49 s 67      |
| 5    | Omar Cisneros      | 49 s 69      |
| 6    | Mahau Suguimati    | 49 s 74      |

| Rang | Athlète                  | Temps        |
| ---- | ------------------------ | ------------ |
| 1    | L. J. van Zyl            | 48 s 58      |
| 2    | Isa Phillips             | 48 s 64 (SB) |
| 3    | Felix Sánchez            | 48 s 74 (SB) |
| 4    | Kerron Clement           | 48 s 91      |
| 5    | Vincent Kiplangat Kosgei | 49 s 49 (SB) |
| 6    | Jorge Paula              | 49 s 82      |
| 7    | Jamele Mason             | 49 s 98      |

| Rang | Athlète              | Temps        |
| ---- | -------------------- | ------------ |
| 1    | Javier Culson        | 48 s 95      |
| 2    | Angelo Taylor        | 49 s 38      |
| 3    | Aleksandr Derevyagin | 49 s 43 (SB) |
| 4    | Andrés Silva         | 49 s 48      |
| 5    | Takayuki Kishimoto   | 49 s 51      |
| 6    | Zhilong Li           | 50 s 44      |
| 7    | Seung-yun Lee        | 52 s 98      |

| Rang | Athlète          | Temps   |
| ---- | ---------------- | ------- |
| 1    | Bershawn Jackson | 49 s 82 |
| 2    | Jehue Gordon     | 49 s 90 |
| 3    | Josef Robertson  | 50 s 29 |
| 4    | Jack Green       | 50 s 39 |
| 5    | Wen Cheng        | 50 s 51 |
| 6    | Kenneth Medwood  | 51 s 19 |
| 7    | Takatoshi Abe    | 51 s 90 |

| Rang | Athlète                 | Temps        |
| ---- | ----------------------- | ------------ |
| 1    | Jeshua Anderson         | 48 s 81      |
| 2    | Nathan Woodward         | 49 s 06      |
| 3    | Stanislav Melnykov      | 49 s 24 (SB) |
| 4    | Leford Green            | 49 s 45      |
| 5    | Kurt Couto              | 49 s 86      |
| 6    | Yuta Imazeki            | 50 s 92      |
| 7    | Jean Antonio Vieillesse | 51 s 02      |

## Légende
Records et Performances
- AR : Record continental (area record)
- CR : Record des championnats (championship record)
- MR : Record du meeting (meet record)
- NR : Record national (national record)
- OR : Record olympique (olympic record)
- PR : Record paralympique (paralympic record)
- PB : Record personnel (personal best)
- SB : Meilleure performance personnelle de la saison (season's best)
- WL : Meilleure performance mondiale de l'année (world leader)
- WJR : Record du monde junior (world junior record)
- WR : Record du monde (world record)

Circonstances et Conditions
- DNF : N'a pas terminé (did not finish)
- DNS : N'a pas pris le départ (did not start)
- DQ : Disqualification (disqualification)
- NM : Aucun essai valable enregistré (No Mark)
- Q : Qualifié « directement » au prochain tour (ou à la prochaine compétition), lors d'une compétition majeure, grâce au classement ou à la réalisation des minima (automatic qualifier)
- q : Qualifié au prochain tour (ou à la prochaine compétition), lors d'une compétition majeure, grâce au repêchage ou à la réalisation de l'une des meilleures performances parmi celles des « non qualifiés directement » (grâce au meilleur temps ou à la meilleure distance par exemple) (secondary qualifier)